# Ovatella aequalis
Ovatella aequalis is een slakkensoort uit de familie van de Ellobiidae. De wetenschappelijke naam van de soort is voor het eerst geldig gepubliceerd in 1832 door Lowe.